# Iron Chef
Iron Chef (料理の鉄人 Ryōri no Tetsujin?, lit. "Hombres de hierro de la cocina") es un programa de la televisión japonesa producido y transmitido por Fuji TV. Iron Chef se traduce al español como "Cocinero de Hierro". Se emitió por primera vez en el año 1993 como un programa de media hora, y después de 23 episodios se expandió el formato a una hora. Iron Chef fue serie de hora estelar que durante sus seis años al aire llegó a los 300 episodios. El último episodio de la temporada regular se emitió en septiembre de 1999, continuando con especiales hasta el 2002.

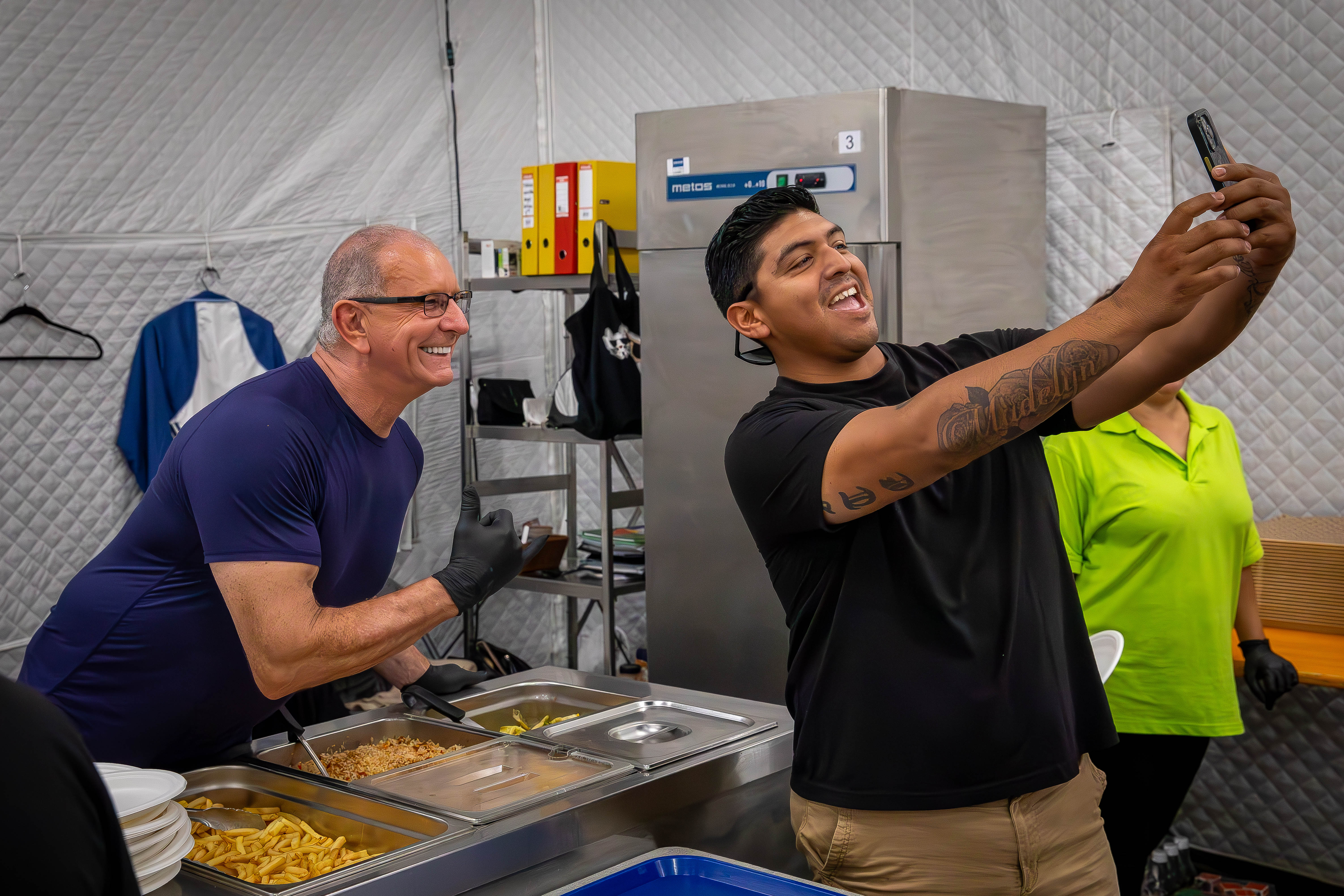
El Chef Irvine ganador del certamen, en una base militar de Letonia

El programa tiene un sabor excéntrico, aún para ser un programa de concurso. Su conductor es el ostentoso anfitrión Takeshi Kaga, conocido como el presidente Kaga. Su extravagante estilo de producción contrasta con la bien informada pero curiosamente banal narración doblada y el cortés pero insípido comentario ("Esto es realmente bueno") de los jueces, los cuales no son todos degustadores profesionales.
El nombre en inglés de Iron Chef viene del show mismo: Kaga usa esta traducción del título original japonés cuando llama a sus cocineros al principio de cada batalla.

## Formato
La historia detrás de Iron Chef es que la excéntrica autoridad gourmet (Presidente Kaga) construyó una arena de cocina llamada Kitchen Stadium, o Estadio Cocina, en su castillo donde los chefs invitados competirían contra su Academia Gourmet, encabezada por sus tres (después cuatro) Iron Chefs. El Presidente Kaga siempre viste chaquetas y capas llamativas y adornadas de sobremanera.
En cada programa, un retador, típicamente un chef famoso de Japón o de algún otro país, compite contra uno de los Iron Chefs (cada Iron Chef tiene una especialidad culinaria – Cocina japonesa, Cocina china, Cocina francesa, y después Cocina italiana). Aunque los chefs aparentan tener libertad al escoger a su contrincante, el Iron Chef contra el que competirán ya ha sido escogido de antemano.
Originalmente, los retadores competían entre sí en batallas preliminares para ganarse el derecho de competir contra un Iron Chef en una batalla de noventa minutos de duración, y si el retador ganaba dos batallas contra los Iron Chefs, se le daba el título de "Honorary Iron Chef", o "Iron Chef Honorario". Este formato no fue muy popular, así que se deshicieron de las batallas preliminares y las batallas principales se redujeron a 60 minutos. La idea del Iron Chef honorario también se desechó, era algo hipotético y discutible – pocos retadores habían logrado vencer a dos Iron Chefs en dos batallas diferentes.
En cada programa, los chefs tienen una hora para cocinar una comida de varios platos con un ingrediente como tema que se presente en cada plato. A los chefs se les da una lista corta de posibles temas, dándole a los productores del programa la oportunidad de conseguir los ingredientes necesarios. Los chefs compiten para "expresar las cualidades únicas del ingrediente de la mejor manera posible". En casos raros, el formato ha cambiado – las batallas de pez engullidor duran 75 minutos, y las batallas de tallarines hacían que el Iron Chef se detuviera después de 50 minutos de cocinar, para resumir después de que los platos del retador fueran degustados, para que los tallarines se pudieran servir justo después de ser cocinados.
Los ingredientes principales tienden a ser exóticos y caros. Muchos de los ingredientes reflejan la naturaleza japonesa del programa – anguila de río, tofu, udon – aunque ingredientes más conocidos en Occidente, tales como el pimiento, elote dulce, los duraznos, también son usados como ingredientes principales. No hay requerimientos específicos que indiquen cuantos platos se pueden/deben preparar – algunos retadores solamente han completado uno solo, mientras otros han preparado ocho (cuatro platos es una buena media).
Cada chef tiene dos asistentes, quienes se supone son estudiantes de la Academia Gourmet (en realidad son estudiantes en El Colegio Hattori de Nutrición.) En algunos casos, el chef retador no habla japonés, por lo que se le proporciona estudiantes que hablan el idioma del retador.
Durante la batalla, dos "comentadores" hacen comentario de lo acontece. Hay uno en la cabina y otro es un reportero en la cocina. Los comentaristas hablan acerca del estilo de cocinar, tradiciones culinarias y métodos inusuales de preparar la comida. Ya que el tiempo es de suma importancia, las descripciones de los ingredientes y métodos de preparación son anunciados al público por el reportero. Una de las cosas que hacen el show tan entretenido es el estilo estadounidense de comentario, creando un aspecto de parodia en el programa.
Al final de la hora, un panel de tres (después expandido a cuatro, y mucho después a cinco) jueces, que típicamente contiene un crítico profesional, degusta los platos y los juzga de acuerdo al sabor, presentación, y originalidad. Cada chef puede ser calificado con un máximo de 20 puntos por cada juez (diez por sabor y cinco por presentación y originalidad cada uno). El chef que se haya ganado mejor puntuación del mayor número de jueces (no necesariamente el que tenga más puntos) gana la competencia.
En caso de empate (solo era posible en la era del panel de cuatro jueces), el primer lugar es dado al chef con la mayor puntuación. En rara ocasión, la puntuación también empataba, lo cual requería una "batalla de tiempo extra" inmediata para determinar al ganador. A los chefs se les da 30 minutos para preparar platos con un ingrediente distinto, usando los ingredientes u otros platos no usados que les sobren de la última batalla. Las batallas de tiempo extra salen al aire como un episodio aparte. En una ocasión, la batalla de tiempo extra resultó en otro empate, lo cual obligó al Presidente Kaga a declarar a ambos chefs como ganadores.

## Lista de los Iron Chefs
Estos son los Iron Chefs que han aparecido en el programa (algunos se retiraron y fueron reemplazados por Iron Chefs sucesores):
- Iron Chef Japonés (I): Rokusaburo Michiba

- Iron Chef Japonés (II): Koumei Nakamura

- Iron Chef Japonés (III): Masaharu Morimoto

- Iron Chef Francés (I): Yutaka Ishinabe

- Iron Chef Francés (II): Hiroyuki Sakai

- Iron Chef Chino: Chen Kenichi

- Iron Chef Italiano: Masahiko Kobe

- Iron Chef EUA: Mario Batali

- Iron Chef EUA: Bobby Flay

- Iron Chef EUA: Cat Cora

- Iron Chef EUA: Michael Symon

- Iron Chef EUA: Alex Guarnaschelli

- Iron Chef EUA: José Garcés

- Iron Chef Italiana: Giada de Laurentiis

- Iron Chef MEX: Roberto Millan M.

- Iron Chef MEX: Jesús M. Soto

- Iron Chef MEX: Paulino Cruz

- Iron Chef MEX: Gabriela Cámara

## Retadores notables
Algunos retadores han competido más de una vez, o han sido particularmente destacados.
(Nótese que los nombres no están escritos de la manera japonesa tradicional [apellido primero] sino en el estilo Europeo estándar [apellido al último].)
- Alain Passard (Episodios 204 & 297) - Chef francés de tres estrellas, dueño del restaurante L'Arpege en París. Empató con Iron Chef Koumei Nokamura en la Copa Mundial 1997 y fue el último retador en el Estadio Cocina, perdiendo contra Iron Chef Hiroyuki Sakai en la final de "Rey de los Iron Chefs."
- Kazuhiko Tei (episodio 6) - El primer chef en vencer a un Iron Chef. El ingrediente fue pulpo.
- Tadamichi Ota (episodio 110) - Líder del "Ota Faction" de chefs tradicionales japonéses. El Ota Faction normalmente retaba al Iron Chef Morimoto y a su estilo neo-japonés (episodios 248, 252, 265, 272 (gáne), 276+277). El Ota Faction era el nombre usado en la versión traducida de FoodTV. En la versión original en japonés mostrado en los Estados Unidos y transcrito por el reportero Iron Chef en el sur de California, el grupo se llama El Grupo del Cielo y la Tierra de Ota.
- Kyouko Kagata (episodio 21) - La primera chef mujer en aparecer en el programa, y la más joven chef en ser victoriosa. Retó al Iron Chef Chen Kenichi. Una nota interesante: la segunda chef retadora (episodios 42 y 65) también enfrentó a Chen. La segunda lo escogió de manera indirecta, puesto que dejó que Kaga escogiera. Chen perdió contra la primera y la segunda, y supuestamente fue el hazmerreír de sus amigos. Chen enfrentó a dos otras chefs en los episodios 94 (Takemasa; Kandagawa's faction) y 251 (Kagata otra vez) y ganó.
- Toshiro Kandagawa (episodios 17 (gáne), 60, 107, 214 (gáne), 301 (gáne)) - Retador regular que se juntó con el Ota Faction. Kandagawa ha sido parte de varias batallas donde apoyó a aprendices para que compitan contra un Iron Chef y después de numerosas derrotas, por fin se enfrentó a un Iron Chef (episodios 15, 16, 32, 40, 65, 77, 94, 119, 150, 185 (gáne)). Nota: Había ganado varias veces.
- Bobby Flay (episodio 300) - Un chef estadounidense famoso, Flay entró en una rivalidad con Iron Chef Japonés Morimoto durante el especial del programa Batalla Nueva York. Flay se quejó que su lado de la cocina estaba mal diseñado (fue mencionado en un episodio de Iron Chef America "Detrás de las Escenas" que la cocina se había construido de manera apresurada). Hay un punto en el que Flay es electrocutado por el suelo mojado y un mal cableado, al agarrar una sartén metálica. A Morimoto no le cayó en gracia la conducta de Flay, especialmente cuando este se puso de pie sobre su tabla de cortar al final de la batalla. Flay dijo en entrevistas posteriores que los productores del programa le pidieron que actuara el estereotipo feo estadounidense. Morimoto ganó, y Flay exigió revancha. Consiguió lo que quiso y la revancha fue la Batalla del Siglo 21 en Japón. Flay es ahora un Iron Chef junto con Morimoto en Iron Chef América.
- Ron Siegel (episodio 250) - En ese entonces de Charles Nob Hill en San Francisco y actualmente Chef del Comedor del Ritz-Carlton. En la Batalla Langosta, fue el primer chef estadounidense en vencer a un Iron Chef (Hiroyuki Sakai).
- Michael Noble (episodio 284) - El primer canadiense en aparecer en el programa, retó a Morimoto en la Batalla Papa en el 1999 y perdió; sin embargo, algunos creen que el resultado debió haber ido por el otro camino.
- Serie A (también conocido como "Big Leaguers") - Un grupo de chefs italianos que se nombró como la mejor liga de fútbol italiano y frecuentemente retaba a Iron Chef Italiano Kobe (i.e. Mario Frittoli; episodio 223, Costantino Gemmoli; episodio 264, Franco Kanthoniel; episodio 275). Ningún miembro del equipo venció a Kobe, aunque uno venció a Morimoto (especialista en pasta Marco Paolo Molinari en la Batalla Hongo Porcini; episodio 257).
- Club Mistral - Un grupo de jóvenes chefs franceses que siempre retaban a Iron Chef Francés Sakai de la misma manera, aunque también se enfrentaron a Iron Chef Chino Chen y Iron Chef Francés Ishinabe una vez cada uno. Solo uno de ellos consiguió la victoria (Kazutaka Okabe contra Sakai, en la Batalla Cordero; episodio 83) a pesar de varios intentos.
- Dr. Yukio Hattori (episodios 26, 220) - El presidente de la Academia Gourmet (Kaga) y el presidente de la Academia Culinaria (Hattori) tuvieron un acuerdo de caballeros en el que el doctor Hattori acordó enfrentar a un Iron Chef. Si ganaba, tendría un lugar junto con los otros Iron Chefs y si perdía seguiría trabajando para Kaga. Como continuó de comentarista hasta el final de la serie, uno puede deducir fácilmente el resultado de esa batalla.
- Algunas de las retadoras: Kyouko Kagata (episodios 21 (gáne), 251), Katsuyo Kobayashi (episodio 42 (gáne)), Fuyuko Kondo (episodio 64), Yoshie Urabe (episodio 65) Yoshiko Takemasa (episodio 94), Katsuko Nanao (episodio 130) Jillian Harst (Australiana; episodio 182), Kumiko Kobayashi (episodio 233), Miyoko Sakai (episodio 241) Gyokubun Sai (episodio 273 (gáne)).

Nota: Meisyuku Ri (episodio 78; perdió contra Chen) probablemente es mujer.
- El chef Nicolas Cantrel supera de forma notoria al Iron Chef Marc Forgione, en una batalla de queso gruyere, donde sus singulares recetas lo hacen campeón en dicha oportunidad de estadio cocina.

## Jueces notables
Fanes saben que el programa es influenciado dependiendo del panel de jueces, que cambia de programa en programa. Una lista de los jueces más memorables incluye:
(Nótese que los nombres no están escritos de la manera japonesa tradicional [apellido primero] sino en el estilo Europeo estándar [apellido al último].)
- Akebono, yokozuna
- Jackie Chan, actor, director, artista marcial
- Asako Kishi, conocida como la "East German Judge", o "Jueza del Este de Alemania", una crítica de comida y nutriologa
- Shinichiro Kurimoto, político (miembro de la casa menor)
- Tenmei Kanoh, fotógrafo
- Chua Lam, vicepresidente de Golden Harvest
- Kazuko Hosoki, popular adivino que tiene el Record Mundial por haber escrito el mayor número de "Best-selling Books, o libros más vendidos (81 libros)
- Korn, artista de rap
- Tamio Kageyama, novelista (fallecido)
- Yasushi Akimoto, letrista
- Kazuhiro Sasaki, jugador de béisbol (en ese entonces con los Yokohama BayStars, después con los Seattle Mariners, después regreso a los BayStars)
- Nagisa Oshima, director de cine
- Mayuko Takata, actriz, esposa de Taro Hakase, un Violinista
- Julie Dreyfus, actriz francesa, también habla japonés e inglés
- Ryuichi Sakamoto, músico japonés, compositor, productor y actor.

## Equipo
- Kenji Fukui, Anunciador
- Dr. Yukio Hattori, Comentarista
- Shinichiro Ohta, Reportero desde la cocina

- Dave Spector traductor y comentarista del "New York Special."

## Historia de difusión
El escenario, "Kitchen Stadium", o "Estadio Cocina" (キッチンスタジアム), los ingredientes de alta calidad (y a veces muy caros) utilizados en las batallas y los trajes extravagantes de Kaga requieren que el programa tenga un presupuesto mucho mayor al de casi todos los otros shows de cocina. Unos cuántos números: 893 porciones de foie gras, 54 peces brema, 827 camarones Ise, 964 hongos matsutake, 4.593 huevos, 1.489 truffles, 4.651 g de caviar, y 84 pedazos de aleta de tiburón fueron utilizados en el programa: el total fue 843.354.407 ¥ (o el equivalente de 8.000.000 de dólares estadounidenses). Una de las batallas más costosas fue la Batalla de Nido de Swiftlet (Aerodramus, Hydrochous), que costó más de $40.000 solo el ingrediente, sin contar las grandes cantidades de aleta de tiburón que se utilizaron; para la batalla, a los productores se les permitió regresar porciones no utilizadas al Colegio Hattori de Nutrición. El Presidente Kaga, quien probó cada plato, consumió un total de 10,0 gigajoules (2,390,000 calorías).
Para el gran final del programa, los Iron Chefs compitieron entre sí y el ganador compitió contra el chef francés Alain Passard, dueño de L'Arpege, un restaurante de tres estrellas Michelin, y el ganador sería nombrado "El Rey de los Iron Chefs".
En el primer round Iron Chef Francés Sakai venció a Iron Chef Japonés Morimoto en La Batalla Pimiento Morrón. En la otra batalla del primer round Iron Chef Chino Chen venció a Iron Chef Italiano Kobe en La Batalla Puerco. En la semifinal, Sakai venció a Chen en La Batalla Langosta Homard.
En la final en Estadio Cocina, con todos los Iron Chefs presentes y pasados observando, Iron Chef French Sakai venció a Alain Passard en La Batalla Pollo Ronkonkai. Y fue entonces que Hiroyuki Sakai fue nombrado "El Rey de los Iron Chefs".
Hubo dos especiales de reunión en el 2000. El primero fue el "Especial del Milenio"; el segundo fue el "Especial de Nueva York", fue grabado en un Estadio Cocina improvisado en Nueva York, y fue la primera aparición de Bobby Flay. Otro episodio de reunión del programa (titulado "Iron Chef: Batalla del Siglo 21") fue producido y difundido en el 2001. Un último episodio de reunión fue producido y difundido en el 2002, titulado "La Copa Japón". 
El programa se presenta en los Estados Unidos en el canal Food Network, y en SBS TV en Australia, doblado o subtitulado al inglés. También fue difundido en Challenge en el Reino Unido en el 2003 y en el 2004, como parte de sus especiales "Japanese Christmas Cracker" y "Japanorama". En el caso del SBS esto es inusual, ya que tienen la costumbre de favorecer sus propios subtítulos. Puede que hayan sentido que el tono que del doblaje estadounidense le da al programa es esencial para su carisma, realzado por el hecho de que en la mayoría de los episodios, las palabras del ostentoso Kaga son subtituladas en lugar de ser dobladas. En América Latina es emitido los fines de semana por Unicable y Sony Entertainment Television

## Los 10 Mejores Platos
(Estos platos fueron escogidos por el presidente Kaga como los 10 Mejores Platillos de los 14,113 que fueron producidos a través de la historia del programa)
- Foie gras Kanpon (Iron Chef Rokusaburo Michiba)
- Brema Marina Rebanada Delgada con Órganos Ahumados (Retador Toshio Tanabe)
- Roti de Homard con Saborizante de Vainilla Lindenbaum (Retador Pierre Ganiére)
- Cocotte de Tocino y Col Estilo Campero (Retador Philippe Baton)
- Ayu y Mousse de Sandía (Iron Chef Chen Kenichi)
- Pez de Cola Amarilla con Rábano Daikon (Retador Fumiaki Sato)
- Col China con Mostaza (Retador Sai Gyokubun)
- Pato Rostizado Relleno de Foie Gras (Retador Dominique Corby)
- Langosta Homard Cocinada al Vapor con Alga Marina (Iron Chef Hiroyuki Sakai)
- Pollo Ronkonkai à la Dragée (Retador Alain Passard)

## Programas Relacionados
El canal estadounidense UPN presentó dos episodios de una hora de duración de Iron Chef USA conducido por William Shatner por la Navidad del 2001. Estos programas no tuvieron éxito. Esto podría deberse a que el programa no se enfocaba en lo que se estaba cocinando — una parte esencial en el programa japonés. El programa tenía una pequeña audiencia en estantes. La audiencia gritaba sin parar durante el programa (como una audiencia deportiva), Shatner caminaba por la cocina probando las cosas más costosas, los chefs se rehusaban a revelar lo que estaban haciendo, y las cámaras casi nunca enseñaban la preparación de la comida.
En el 2004, Food Network anunció que tendrían un especial Iron Chef, llamado "Iron Chef America: Batalla de los Maestros", estelarizando a Sakai y Morimoto enfrentándose a Iron Chefs Americanos Bobby Flay, Mario Batali, y Wolfgang Puck, todos personalidades de Food Network y reconocidos chefs estadounidenses. (Morimoto y Flay se enfrentaron en dos especiales Iron Chef previos que se hicieron después de que la serie original saliera al aire). Los especiales estelarizaban a otras personalidades de Food Network: Alton Brown como locutor y el actor Mark Dacascos haciendo el rol del Presidente (como lo era Kaga). Brown tiene su propio programa en Food Network, llamado Good Eats.
El programa fue bien recibido, y en octubre del 2004, Food Network comenzó a grabar episodios semanales que se estrenaron en enero del 2005. Algunos cambios fueron hechos al programa, como reemplazar a Puck con Morimoto como un Iron Chef (y una cuarta Iron Chef, Cat Cora, fue agregada después), la localización fue movida de Los Ángeles a Nueva York.
El canal australiano ABC TV station actualmente (2005) tiene un programa similar llamado "Beat the Chef" ("Ganale al Chef"), donde un chef profesional compite contra una persona normal (o una pareja), cocinando platillos usando ingredientes preseleccionados. También, los platos deben reflejar y representar los ingredientes de la mejor manera. Sale a las 6:30pm los miércoles por la noche.